# وانزفورد، کمبریج‌شر
وانزفورد (به انگلیسی: Wansford) یک روستا و محله مدنی در بریتانیا است که در پیتربورو واقع شده‌است.